# Blanca de Sant Fost
Blanca de Sant Fost es un cultivar de higuera de tipo higo común Ficus carica, bífera es decir con dos cosechas por temporada, las brevas de primavera-verano, y los higos de otoño, de higos de epidermis con color de fondo verde, con sobre color amarillo verdoso, con lenticelas escasas de tamaño pequeño y color blanco. Es oriunda de San Fausto de Campcentellas en el Vallés Oriental la zona meridional de la Provincia de Barcelona.

## Sinonimia
- „sin sinónimos“,[4][5][6]

## Historia
Esta variedad procede de esqueje tomado de una higuera antigua de gran porte ubicada en la parte meridional del Vallés Oriental. Galgoni tomó esquejes de la higuera y logró reproducirla en la colección de su higueral.
Su hábitat original de procedencia pertenece a San Fausto de Campcentellas en el Vallés Oriental la zona meridional de la provincia de Barcelona.

## Características
La higuera 'Blanca de Sant Fost' es una variedad bífera de tipo higo común. Árbol de pequeño desarrollo. Crecimiento lento y forma desordenada. Hojas en su mayoría de tamaño medio de 3 lóbulos con bordes lisos y punta de lanza en forma de seno poco profundo, menos de 5 lóbulos. Las hojas son gruesas y de color verde oscuro.'Blanca de Sant Fost' es una higuera de muy baja productividad, de un rendimiento muy escaso de brevas, medio bajo de producción de higos de otoño.
Las brevas 'Blanca de Sant Fost' son frutos con forma de peonza, que no presentan frutos aparejados, de un tamaño grande con un peso de 60 g, de epidermis de color de fondo verde, con sobre color amarillo verdoso, con lenticelas escasas de tamaño pequeño y color blanco, cuello grueso corto, pedúnculo grueso corto de color verde con escamas pedunculares pequeñas   de color verde claro. Son de consistencia fuerte y piel mediana, costillas marcadas, el mesocarpio, también llamado "albedo", grueso en la zona del ostiolo y del cuello, fino alrededor del cuerpo y de color blanco, con color de la pulpa caramelo descolorido, dulce; cavidad interna muy pequeña o ausente, aquenios de tamaño pequeño y numerosos en cantidad. De una calidad buena e su valoración organoléptica, son de un inicio de maduración sobre mediados de junio y de rendimiento muy bajo.
Los higos 'Blanca de Sant Fost' son higos esféricos ligeramente más redondeados que las brevas y ligeramente cónico en el cuello, que presentan frutos no simétricos, de un tamaño mediano a grande de 50 gr. Con epidermis de color de fondo verde, con sobre color amarillo verdoso, con lenticelas escasas de tamaño pequeño y color blanco, tienen cuello corto y grueso, pedúnculo muy corto de color verde oscuro, escamas pedunculares verde claro con festón marrón oscuro. ostiolo de tamaño pequeño con escamas ostiolares pequeñas adheridas de color amarillo mate. Son de consistencia media, piel muy fina y delicada no apta para el transporte, con costillas marcadas, con cavidad interna muy pequeña o ausente, mesocarpio o carne-receptáculo uniforme de grosor delgado y de color blanco, con color de la pulpa rojo claro, aquenios de tamaño grande y abundantes. De una calidad de sabor muy buena en su valoración organoléptica, tiene un sabor muy dulce y muy suave. Son de un inicio de maduración sobre inicios de finales de julio o inicios de agosto hasta mediados de septiembre y de rendimiento medio a bajo.